# Mister Mystère
Albums de 
-M-
En tête à tête
(2005) Îl
(2012)
Mister Mystère est le quatrième album studio de -M-, sorti le 31 août 2009 en numérique et le 7 septembre 2009 en CD.
C'est Brigitte Fontaine qui a eu l'idée du nom de l'album ; les textes sont signés par Matthieu Chedid, à l'exception d'une chanson signée Louis Chedid et de huit titres écrits par Brigitte Fontaine. L'album a été classé à la première place des meilleures ventes d'albums lors de la deuxième semaine de septembre, avec plus de 51 000 exemplaires écoulés en sept jours au format CD. L'album, marquant un virage musical dans la carrière de Matthieu Chedid, a aussi été très bien accueilli par la critique.
À la suite de la sortie de cet album studio, une tournée reprenant majoritairement les titres de Mister Mystère a débuté à l'automne 2009. Elle a pris plusieurs formes :
- Une pré-tournée, dans des salles de 1000-2000 places, à l'automne 2009
- Une tournée des Zénith de janvier 2010 à juin 2010, avec des passages dans des Festivals (à Bourges par exemple).
- Des concerts privés organisés le long de la tournée, dans des cafés privatisés pour l'occasion (par exemple Connexion Café de Toulouse.

Une seconde tournée des Zéniths a été annoncée à l'automne 2010. 
Vente: 200.000 

## Liste des titres
| Disque 1 | Disque 1              | Disque 1 | Disque 1 | Disque 1 | Disque 1 | Disque 1 | Disque 1 | Disque 1 | Disque 1 |
| No       | Titre                 | Durée    |          |          |          |          |          |          |          |
| -------- | --------------------- | -------- | -------- | -------- | -------- | -------- | -------- | -------- | -------- |
| 1.       | Mister Mystère        | 3:29     |          |          |          |          |          |          |          |
| 2.       | Phébus                | 2:39     |          |          |          |          |          |          |          |
| 3.       | Est-ce que c'est ça ? | 3:25     |          |          |          |          |          |          |          |
| 4.       | Le Roi des ombres     | 2:57     |          |          |          |          |          |          |          |
| 5.       | Tanagra               | 3:41     |          |          |          |          |          |          |          |
| 6.       | L'Élixir              | 3:36     |          |          |          |          |          |          |          |
| 7.       | Ça sonne faux         | 1:36     |          |          |          |          |          |          |          |
| 8.       | Destroy               | 3:28     |          |          |          |          |          |          |          |
| 9.       | Semaine               | 2:34     |          |          |          |          |          |          |          |
| 10.      | Amssétou              | 3:08     |          |          |          |          |          |          |          |
| 11.      | Tout sauf toi         | 2:43     |          |          |          |          |          |          |          |
| 12.      | Hold-up               | 4:17     |          |          |          |          |          |          |          |
| 13.      | Délivre               | 3:11     |          |          |          |          |          |          |          |
| 40:44    |                       |          |          |          |          |          |          |          |          |

- Disque 2

1. Lettre à Tanagra (lettres à Tanagra)
2. Brigand (lettres à Tanagra)
3. Crise (lettres à Tanagra)
4. Je les adore (Lettres à Tanagra)

- Une chanson extraite des sessions de l'album est uniquement disponible sur iTunes : Le Roi des ombres (Démo)

## Commentaires
Amssétou n'est pas sans rappeler l'univers de Serge Gainsbourg dans les chansons, telles Là-bas c'est naturel, ou au moins dans le texte, comme Ces petits riens[réf. nécessaire] :
« Même si je ne sais presque rien
Même si toi tu sais presque tout
Tu sais la vie, c’est trois fois rien
Trois fois rien, c’est déjà beaucoup »